# Aenigmathura lactanea
Aenigmathura lactanea är en kräftdjursart som beskrevs av Thomson 1951. Aenigmathura lactanea ingår i släktet Aenigmathura och familjen Leptanthuridae. Inga underarter finns listade i Catalogue of Life.